# Helenów (Szczytniki)
Pour les articles homonymes, voir Helenów.
Helenów est un village de la gmina de Szczytniki, dans le powiat de Kalisz et la voïvodie de Grande-Pologne, dans le centre-ouest de la Pologne.
Il se situe à environ 3 km au sud-est de Szczytniki, 22 km au sud-est de Kalisz, et 127 km au sud-est de Poznań, la capitale régionale.